# Ирсай
Ирса́й (каз. Ырсай) — село у складі Житікаринського району Костанайської області Казахстану. Адміністративний центр та єдиний населений пункт Ирсайського сільського округу.
У радянські часи село називалось Прирічний.
Населення — 389 осіб (2021; 706 у 2009, 962 у 1999, 799 у 1989).